# 安承爀
安 承爀（アン・スンヒョク、안승혁、Ahn Senghyuk 、1983年3月23日 - ）は、韓国出身のラグビー選手。

## プロフィール
- ポジションはスクラムハーフ。
- 身長 183 cm、体重 90 kg
- 韓国代表である。

## 経歴
城南西高校、高麗大学校卒。大学卒業後大韓民国国軍体育部隊（尚武）でプレーし、2008年よりNECグリーンロケッツに入団。
2012年にNTTドコモレッドハリケーンズに移籍。